# Geschriebenstein Straße
De Geschriebenstein Straße (B56) is een Bundesstraße in Oostenrijkse deelstaat Burgenland.
De B56 verbindt Lockenhaus via Eberau met Güssing. De weg is 64,5 km lang.

## Routebeschrijving
De B56 begint in Lockenhaus op een kruising met de B55 en loopt in zuidelijke richting het dorp uit. De weg loopt door Rechnitz waar de B63 aansluit, Schachendorf, Schandorf en Burg. De weg loopt verder door Deutsch Schützen-Eisenberg, Eberau, Moschendorf, Strem en Güssing. De B56 eindigt in Güssing op een kruising met de B57.

## Geschiedenis
De Geschriebenstein Straße in haar huidige vorm bestaat pas sinds 1972. De weg ontstond door de samenvoeging van meerdere voormalige Landesstraßen.

### Oorsprong
Omdat de deelstaat Burgenland tot 1921 bij Hongarije hoorde, liepen alle wegen richting de steden Körmend en Szombathely. De weg van Burgau via Güssing naar Körmend werd in 1854 als Hongaarse Landesstraße aangeduid. In 1926 werd het wegennet vanwege de veranderde landsgrens van Oostenrijk en deelstaatsgrens van Burgenland opnieuw ingedeeld.
Op het huidige traject liepen vanaf 1 juli 1926 de volgende Landesstraßen:
- Het gedeelte tussen Güssing en Körmend werd als Güssinger Straße aangeduid.
- In Strem sloeg de Pinkatalstraße af, die via Moschendorf en Edlitz naar Kohfidisch liep.
- De Rechnitzer Straße tussen Rechnitz en Schachendorf behoorde vanaf 1 juli 1926 ook tot de lijst met Landesstraßen in Burgenland.

De tussenliggende Burger Straße en Deutsch-Schützener Straße werden door een verordening van de deelstaatsregering van Burgenland vanaf 20 augustus 1928 als Bezirksstraße geclassificeerd.

### Oude trajecten
De Kirchschlager Straße liep tot 1 april 1948 als Bundesstraße vanuit Lockenhaus via de Geschriebenstein naar Schachendorf. Sinds 1972 eindigt de Kirchschlager Straße in Rattersdorf, daarom werd het zuidelijke gedeelte van de Kirchschlager Straße in 1972 in Geschriebenstein Straße hernoemd en kreeg het nummer B56.
De Geschriebenstein Straße tussen Schachendorf en Güssing behoort pas sinds 1 januari 1972 tot de lijst van Bundesstraßen in Oostenrijk. De B56 vervangt de hierboven genoemde Landes- en Bezirksstraßen.
B1 · 
B2 · 
B3 · 
B4 · 
B5 · 
B6 · 
B7 · 
B8 · 
B9 · 
B10 · 
B11 · 
B12 · 
B13 · 
B14 · 
B15 · 
B16 · 
B17 · 
B18 · 
B19 · 
B20 ·  
B21 · 
B22 · 
B23 · 
B24 · 
B25 · 
B26 · 
B27 · 
B28 · 
B29 · 
B30 · 
B31 · 
B32 · 
B33 · 
B34 · 
B35 · 
B36 · 
B37 · 
B38 · 
B39 · 
B40 · 
B41 · 
B42 · 
B43 · 
B44 · 
B45 · 
B46 · 
B47 · 
B48 · 
B49 · 
B50 · 
B51 · 
B52 · 
B53 · 
B54 · 
B55 · 
B56 · 
B57 · 
B58 · 
B59 · 
B60 · 
B61 · 
B62 · 
B63 · 
B64 · 
B65 · 
B66 · 
B67 · 
B68 · 
B69 · 
B70 · 
B71 · 
B72 · 
B73 · 
B74 · 
B75 · 
B76 · 
B77 · 
B78 · 
B79 · 
B80 · 
B81 · 
B82 · 
B83 · 
B84 · 
B85 · 
B86 · 
B87 · 
B88 · 
B89 · 
B90 · 
B91 · 
B92 · 
B93 · 
B94 · 
B95 · 
B96 · 
B97 · 
B98 · 
B99 · 
B100 · 
B105 · 
B106 · 
B107 · 
B108 · 
B109 · 
B110 · 
B111 · 
B113 · 
B114 · 
B115 · 
B116 · 
B117 · 
B119 · 
B120 · 
B121 · 
B122 · 
B123 · 
B124 · 
B125 · 
B126 · 
B127 · 
B129 · 
B130 · 
B131 · 
B132 · 
B133 · 
B134 · 
B135 · 
B136 · 
B137 · 
B138 · 
B139 · 
B140 · 
B141 · 
B142 · 
B143 · 
B144 · 
B145 · 
B146 · 
B147 · 
B148 · 
B149 · 
B150 · 
B151 · 
B152 · 
B153 · 
B154 · 
B155 · 
B156 · 
B158 · 
B159 · 
B160 · 
B161 · 
B162 · 
B163 · 
B164 · 
B165 · 
B166 · 
B167 · 
B168 · 
B169 · 
B170 · 
B171 · 
B172 · 
B173 · 
B174 · 
B175 · 
B176 · 
B177 · 
B178 · 
B179 · 
B180 · 
B181 · 
B182 · 
B183 · 
B184 · 
B185 · 
B186 · 
B187 · 
B188 · 
B189 · 
B190 · 
B191 · 
B192 · 
B193 · 
B197 · 
B198 · 
B199 · 
B200 · 
B201 · 
B202 · 
B203 · 
B204 · 
B205 · 
B209 · 
B210 · 
B211 · 
B212 · 
B213 · 
B214 · 
B215 · 
B216 · 
B217 · 
B218 · 
B219 · 
B220 · 
B221 · 
B222 · 
B223 · 
B224 · 
B225 · 
B226 · 
B227 · 
B228 · 
B229 · 
B230 · 
B303 · 
B305 · 
B309 · 
B310 · 
B311 · 
B316 · 
B317 · 
B319 · 
B320